# 小原嘉登次
小原 嘉登次（こはら かとじ、1906年1月28日 - 1999年9月22日）は、日本の実業家、佐賀県議会議員（11期）。佐賀県議会議長。

## 経歴
佐賀県藤津郡吉田村（のち嬉野町、現・嬉野市）の材木商の長男に生まれる。
吉田高小卒業。実業家を目指して大阪に出て、吉田村の焼き物の行商などをして修行を重ね、フィリピンに渡ってマニラ麻の栽培やホテル勤めをするなどして帰国。1937年に吉田村議に初当選した。
1943年に嬉野温泉の旅館を買収し、「和多屋別荘」を興した。宴会客の確保へ大広間整備、客室ごとの風呂場設置、花火大会の開催などアイデアを次々と打ち出して旅館業を発展させるとともに、佐賀県経済人としての地位を築く。
1947年、佐賀県議会議員に初当選。1955年に自由民主党が結成されると佐賀県支部連合会幹事長、1957年に同会長となる。1963年5月9日に佐賀県議会議長に就任。佐賀県政界のリーダーとして地域観光の振興、発展に尽力した。1973年からの1年間は全国都道府県議会議長会会長を務めた。
1963年から佐賀県議会議長に長年就任し続けてきたが、自民党佐賀県連で若返りを求める意見が出て議長再任が難しくなったことを受け、1989年5月29日に佐賀県議会議長を辞任。
1963年5月から1989年5月までの26年間の佐賀県議会議長在職は、戦後の都道府県議会議長では在職最長記録である。
1991年に佐賀県議会議員を引退。
1999年に死去した。

## 家族
- 息子 - 小原健史